# Monasterio de la cueva Inkerman
El monasterio de la cueva Inkerman (en ucraniano: Інкерманський печерний монастир; en ruso: Инкерманский пещерный монастырь) es un monasterio en una cueva localizada en un acantilado que cae cerca de la desembocadura del río Chorna, en la ciudad de Inkerman, administrada como parte del puerto marítimo de Sebastopol, en la península de Crimea. 
Fue fundado en 1850 en el lugar de un antiguo monasterio bizantino medieval, donde supuestamente fueron mantenidas las reliquias de san Clemente antes de su traslado a San Clemente por los santos Cirilo y Metodio. Los primeros cristianos mantuvieron las reliquias en una gruta que podría ser visitada sólo en el aniversario de su muerte. William Rubruck lo describió como una iglesia «construida por las manos de los ángeles». El monasterio bizantino, probablemente fundado en el siglo octavo por adoradores que huían de la persecución en su tierra natal. Tuvo ocho capillas de varios pisos y tiene una posada que es accesible por una escalera.

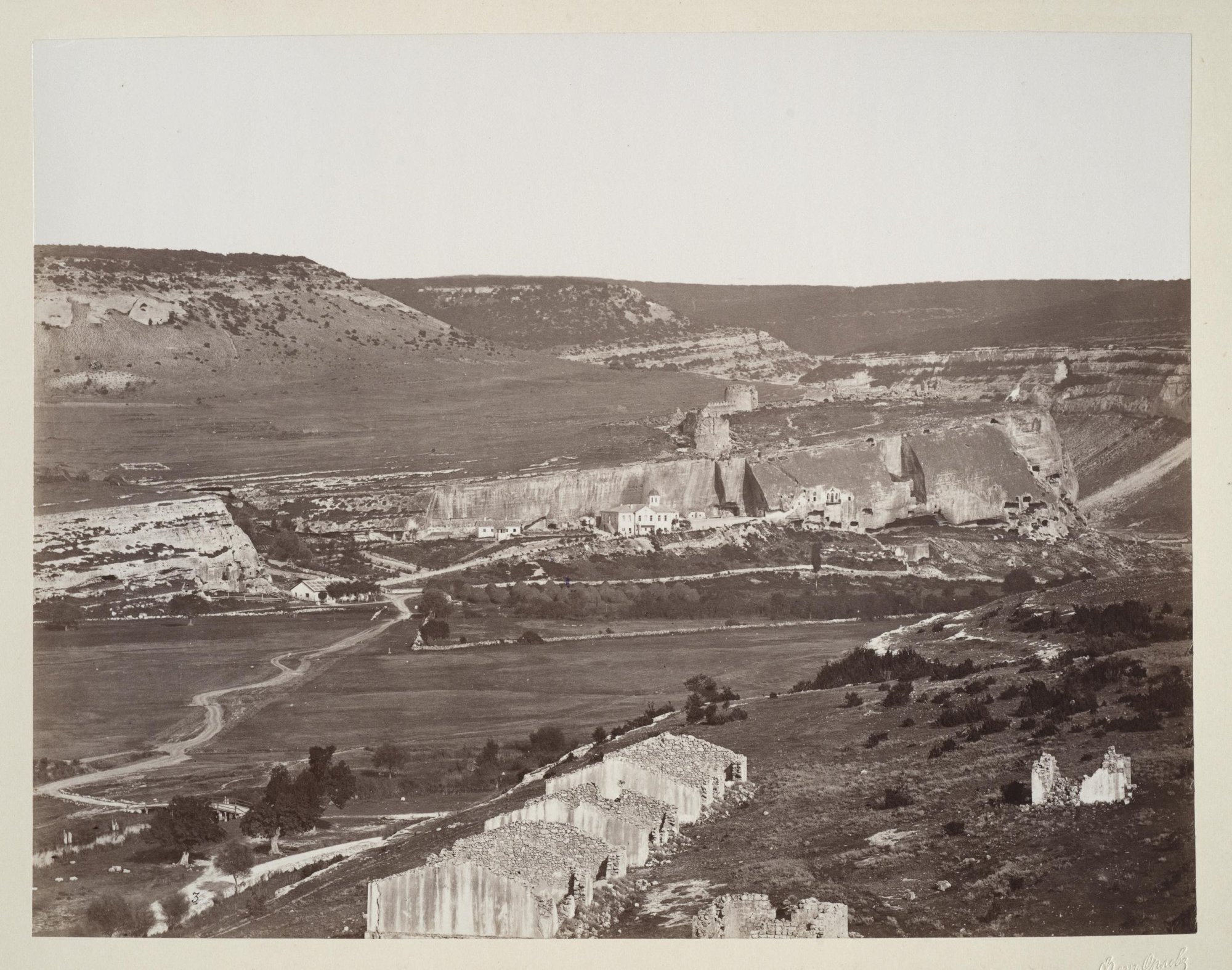
Inkerman. Vista panorámica con las torres Kalamita. 1875-1894
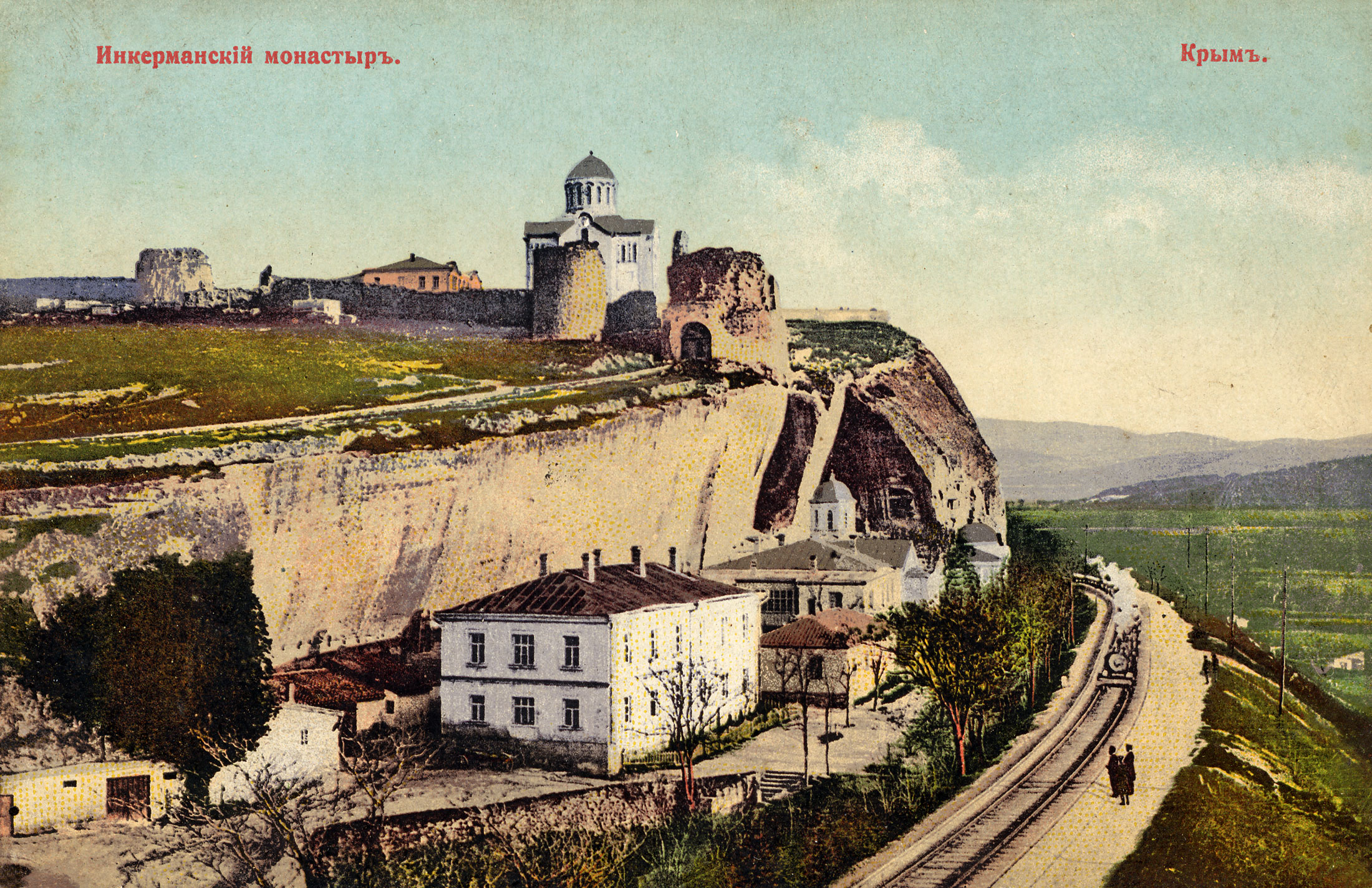
Monasterio Inkerman. En la meseta se encuentra la Iglesia de San Nicolás de Myra (1905). Comienzo de postal Siglo XX
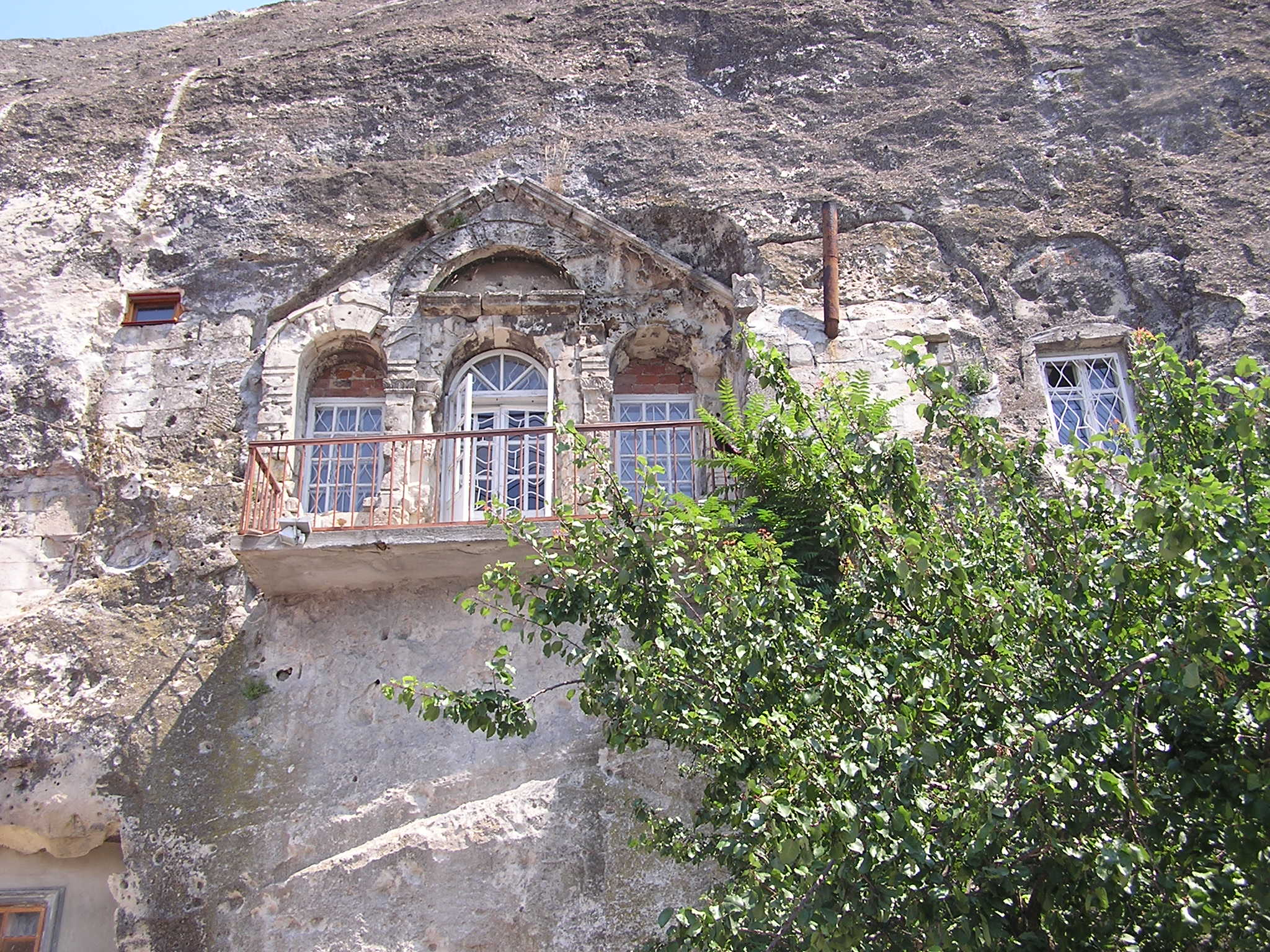
Iglesia de San Clemente (anteriormente San Jorge) en el monasterio Inkerman
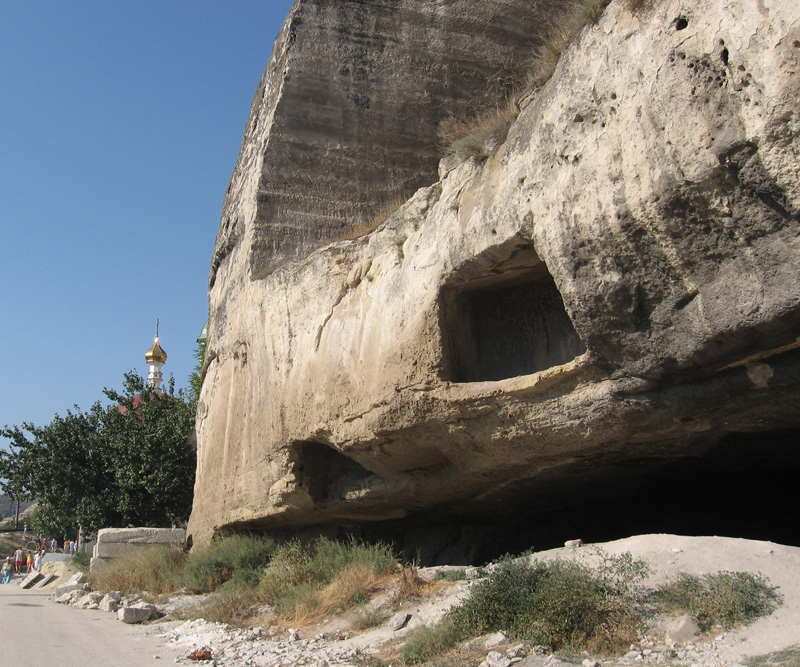
Cuevas del Monasterio Inkerma
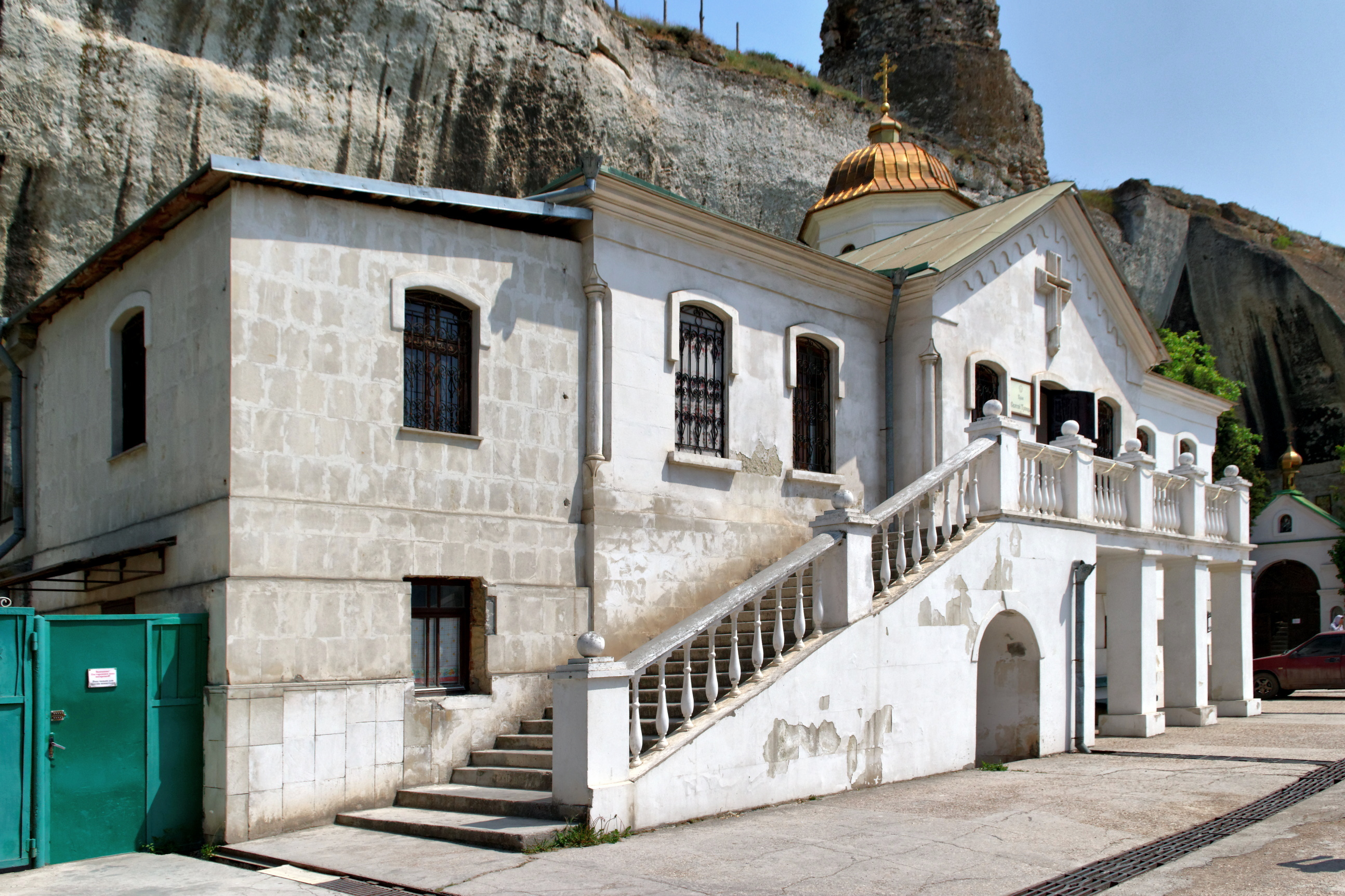
Inkerman. Iglesia de la Trinidad. (foto 2012)
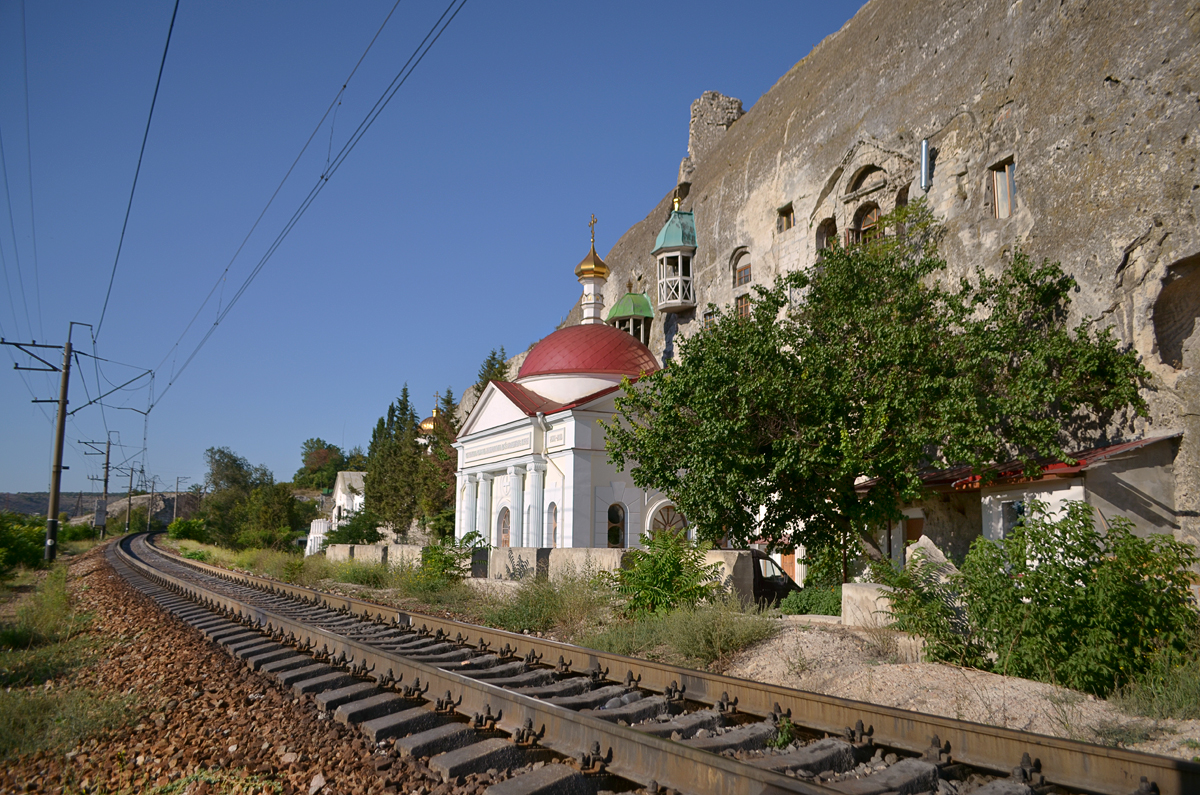
Inkerman. Monasterio de San Clemente en 2012